# Язэп Пуща

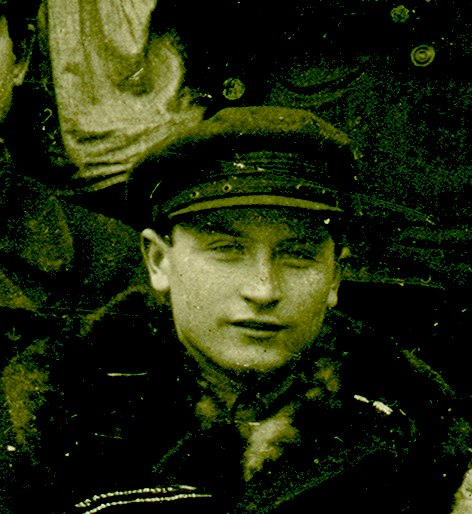
Язэп Пуща, 1925 год.

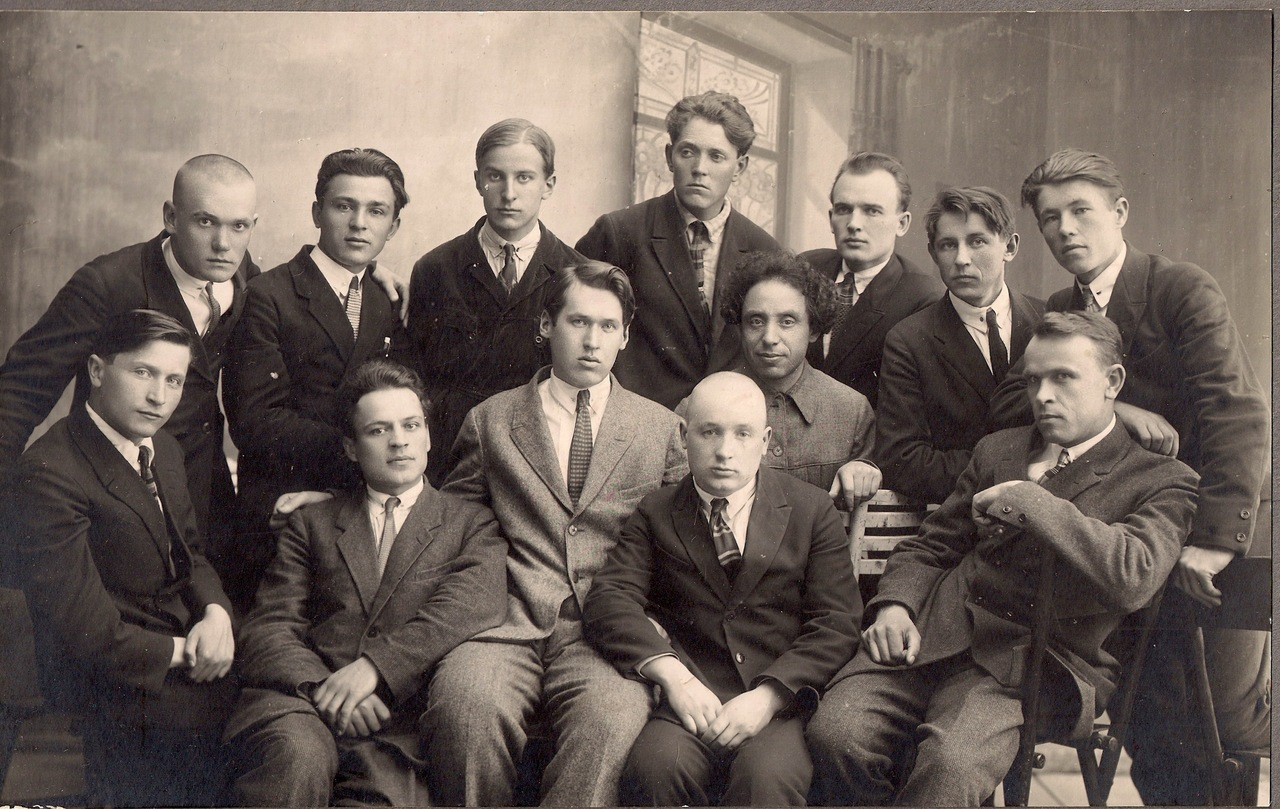
Литературное объединении «Узвышша». Язэп Пуща в первом ряду слева.

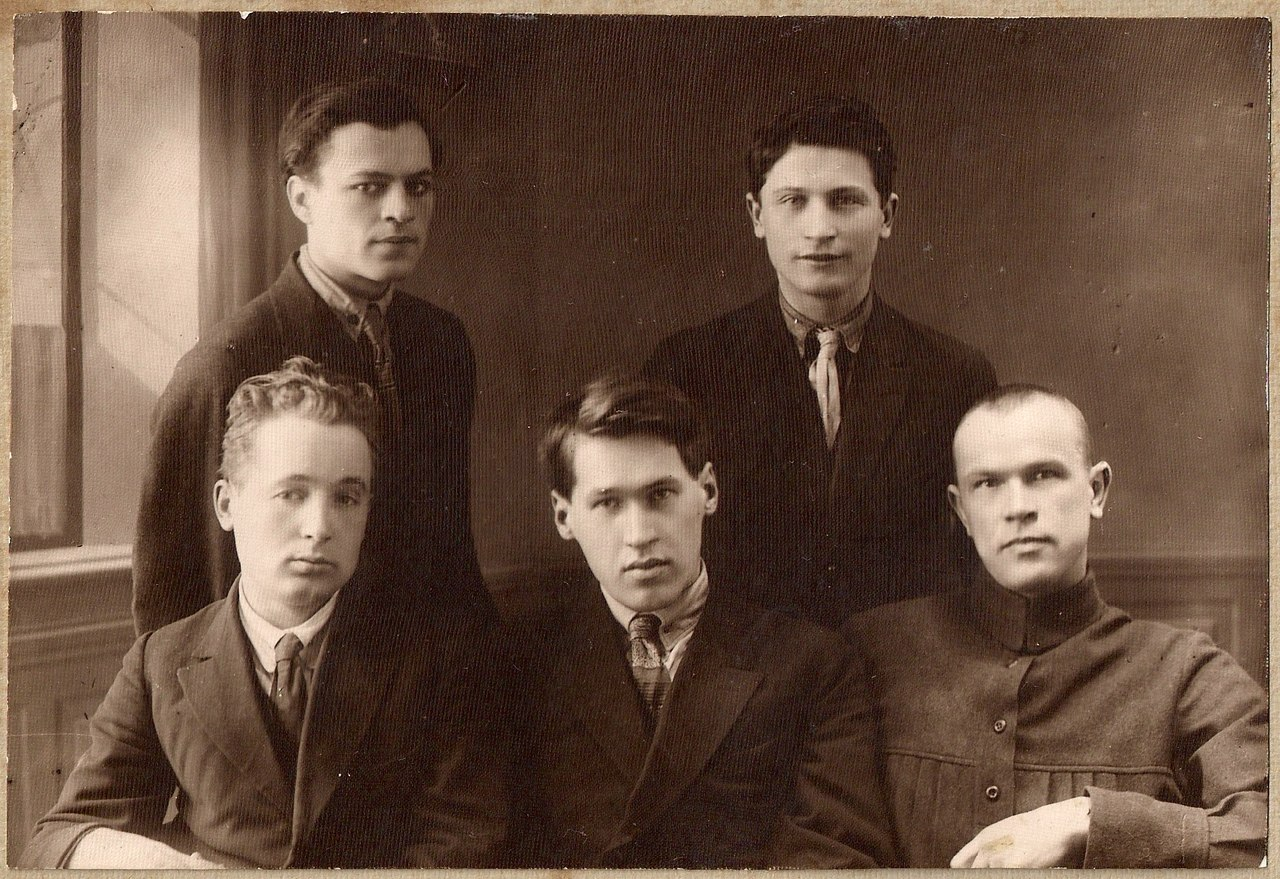
Редколлегия журнала «Ўзвышша»: Язэп Пуща стоит справа, Минск, 1927 г.

Язэп Пуща (наст. имя Иосиф Павлович Плащинский; 7 [20] мая 1902, Королищевичи, Минская губерния — 14 сентября 1964, Минск) — белорусский поэт, критик, переводчик. Один из организаторов литературных объединений «Маладняк» и «Узвышша». Одна из крупнейших фигур литературного движения в Белорусской ССР довоенной поры. Репрессирован в 1930 г., до 1958 года жил в российской провинции и не печатался. После реабилитации вернулся в БССР.

## Биография
Иосиф Плащинский родился 7 (20) мая 1902 года  в крестьянской семье в деревне Королищевичи Пережирской волости (бел. Пярэжырская воласць) Игуменского уезда Минской губернии, ныне деревня входит в Новодворский сельсовет Минского района Минской области Республики Беларусь. В семье Павла и Антонины Плащинских было шесть детей: четыре сына и две дочери, Иосиф был пятым ребёнком в семье. Белорус.
В 1910—1913 годах учился в Королищевичском народном училище. В августе 1915 года был зачислен учеником 2-го класса Минского высшего начального училища. С 1918 по август 1921 года учился в Минском реальном училище. На это время приходится его знакомство с творчеством Янки Купалы, что, по его словам, «разбудило … национальное сознание». В 1920 году в родном селе познакомился с Михасем Чаротом. В августе 1921 года работал учителем в Королищевичской начальной школе. В 1921—1922 был слушателем девятимесячных курсов белорусоведения Наркомпроса Белоруссии. Затем был инспектором Мозырского, Минского уездного отделов народного образования, преподавал белорусский язык и литературу на общеобразовательных курсах, в музыкальном техникуме в Минске.
Литературную деятельность начал в 1922 году с публикации рассказов. 28 ноября 1923 года по инициативе ЦК Комсомола Белоруссии было создано литературное объединение «Маладняк» («Молодняк»), одним из основателей был Я. Пуща. 26 мая 1926 года группой писателей, вышедших из объединения «Маладняк» было создано литературное объединение «Узвышша» («Подъём»), одним из основателей был Я. Пуща. В конце 1920-х годов объединение «Узвышша» подвергалось сильной критике и вынуждено было самораспуститься.
В 1925—1927 годах учился на педагогическом факультете Белорусского государственного университета, откуда перевёлся в Санкт-Петербургский государственный университет (окончил четыре курса в 1929 году). Вернулся в Минск, работал стилистическим редактором в Белгосиздательстве.
25 июля 1930 года арестован ОГПУ при СНК СССР по делу «Союза освобождения Белоруссии». Обвинялся по пп. 4, 7, 10, 11 статьи 58 УК РСФСР. 10 апреля 1931 года приговорён к 5 годам ссылки. Отбывал наказание сперва в городе Чебоксары Чувашской АССР. Затем, с 1931 года работал бухгалтером в городе Шадринске Уральской области. Освобождён 24 июля 1935 года. 
В 1935—1936 годах восемь месяцев работал в совхозе «Джемете» возле города Анапы Краснодарского края. В 1937—1941 годах — заведующий учебной частью, директор Монаковской средней школы Муромского района Горьковской области (ныне Городской округ Навашинский Нижегородской области). В августе 1941 года был переведён в село Чаадаево Муромского района.
В годы Великой Отечественной войны учился во 2-м Московском пехотном училище. По состоянию здоровья был демобилизован из армии в 1942 году, вернулся в Чаадаево (с 1944 года — Владимирской области), работал учителем и директором Чаадаевской средней школы до 1958 года. 
Реабилитирован 30 января 1956 года Судебной коллегией по уголовным делам Верховного Суда Белорусской ССР. 
В 1955 и 1956 годах посетил Белоруссию. 19 июля 1958 года с семьей вернулся в Минск.
Член Союза писателей БССР с 1958 года.
Иосиф Павлович Плащинский умер 14 сентября 1964 года в Минске. Похоронен на новом кладбище в деревне Королищевичи Новодворского сельсоветв Минского района Минской области.

## Творчество
Первые стихи появились в печати в 1922. До ссылки вышли сборники стихов «Раніца рыкае» (1925), «Vita» (1926), «Дни вясны» (1927), «Песни на руінах» (1929), а также поэмы «Песьня вайны» (1928) и «Цень Консула» (первоначальное название «Песьня акупацыі»), проникнутые впечатлениями о Первой мировой войне, а также поэма «Крывавы плякат» (1930). Была подготовлена к изданию книга «Мой маніфэст» (спрятана в улье, а затем, после ареста брата, сожженная сестрой). Был подготовлен к печати, но не вышел сборник лирики «Грэшная кніга».
После приезда в Минск в печати появляется стихотворная сказка «На Бабрыцы» (1960), книга «Вершы і паэмы» (1960) и сборник «Пачатак легенды» (1963).
Перевел на белорусский язык повесть Алексея Николаевича Толстого «Детство Никиты» (1960).

## Темы
Ранняя лирика Язэпа Пущи испытала сильное влияние крестьянской стихии, которая формировала мироощущение будущего поэта в детстве. В своих автобиографических заметках Я. Пуща отмечал:

Особенно во время жатвы захватывали меня мелодии жатвенных песен, которые, казалось, катятся и катятся с шумом зрелых ржаных колосков в чистую голубую даль. Не зря же это мотивы моей ранней лирики.
По мнению В. А. Максимовича, это обстоятельство обусловило наличие в ранней лирике Я. Пущи имажинистской образности и стилистики. Эту особенность письма поэта заметил и исследователь белорусской литературы Максим Горецкий в статье "Белорусская литература после «Нашей Нивы»:
| - | Искания и новизна проявились в белорусской литературе 20-х гг. В первую очередь в имажинизме. Но … белорусский имажинизм сам исчез, как нечто отдельное, и перешел, например, у Пущи, в совершенно здоровое и нужное творчество оригинальных слов и образов |

По мнению В. А. Максимовича, имажинистская тенденция в творчестве поэта имела не только литературное происхождение, но была связана, прежде всего, с имажинистской образностью раннего С. А. Есенина, глубоко почитаемого Я. Пущей. Ранней лирике Я. Пущи свойственен экспериментальный поиск возможности изобразительных средств, слова, части, но не целого. Он не выходит за рамки констатации наблюдаемых явлений. По мнению М. Мищанчука, первый сборник поэта «Раніца рыкае» — пример того, как формальный эксперимент негативно сказывается на поэзии в целом, но необходим во время поиска новых поэтических приемов.
Свой второй поэтический сборник Язэп Пуща назвал «Vita», что означает «жизнь». Как он объяснял в предисловии, название пришло во время его встречи с поэтом Н. Ф. Чернушевичем у А. А. Бабареки в мае 1923 г., когда они хотели определить название направления в тогдашней белорусской поэзии:

Каждый из нас более или менее был согласен с тем, что ее очередная задача — синтез, гармоничное созвучие романтизма жизни с ее реализмом, и мы хотели назвать это словом «Vita» — жизнь — «витализм»
Сборник состоит из четырех разделов — «Жыцьцё», «Мэлёдыі», «Сугучнасьць» и «Нашы дні». Размышления выступают здесь оппонентом описательности и вытесняют ее окончательно. По мнению М. Мищанчука, если в первом сборнике романтическая мечта и вера в гармонию побеждали, то во второй они будто столкнулись с жестокой реальностью и стали на том рубеже, за которым будет «трагичный разлад с миром, с людьми, с самим собой, прежним». В стихах второго сборника трагедийность мироощущения и темы дисгармонии жизни. Согласно М. Мищанчуку, сборник «Vita» засвидетельствовал возвращение поэта к постоянному, глубоко гражданскому отражению действительности.

## Семья
Жена С.Э. Шпаковская. Дочь В.И. Дроздова, учитель русского языка и литературы в селе Чаадаево Владимирской области.